# Bidestroff
Bidestroff – miejscowość i gmina we Francji, w regionie Grand Est, w departamencie Mozela.
Według danych na rok 1990 gminę zamieszkiwało 128 osób, a gęstość zaludnienia wynosiła 16 osób/km² (wśród 2335 gmin Lotaryngii Bidestroff plasuje się na 917. miejscu pod względem liczby ludności, natomiast pod względem powierzchni na miejscu 747.).